# تشهار طاق بالا (كهن أباد)
تشهار طاق بالا (بالفارسية: چهارطاق بالا) هي قرية تقع في إيران في قسم کهن أباد الريفي. يقدر عدد سكانها بـ 110 نسمة .